# الدرجات الأكاديمية في المغرب
يعتمدُ نظام الدرجات الأكاديميّة في المغرب على مقياسٍ مكوّنٍ من 20 درجة أو نقطة ويُستخدم في المدارس الثانوية وكذلك في الجامعات.
قد يحصلُ في بعض الأحيان نوعٌ من الخلطِ في نظام الدرجات الأكاديمية المستخدمِ في المغرب وخاصّة فيما يتعلّقُ بالجامعات الأجنبيّة التي تطلبُ معدلًا معيِّنًا للقبول، فعلى سبيل المثال لا الحصر يُعتبر المعدل 12 من 20 في المغرب معدلًا لا بأس به ويُمكّن من خلاله ولوج بعض المدارس العليا محليًا كما يُمكن من خلاله التقدّم للمنحِ الدراسية وما إلى ذلك. يُعادل هذا الرقم معدل 60% في الولايات المتحدة وهي في الواقعِ نتيجة أقلُّ من المتوسّط.
لجأت بعضُ الجامعات الأوروبية مؤخرًا لاستخدامِ شرط قبولٍ مختلفٍ للطلاب المغاربة ونفس الأمر بالنسبة للطلاب القادمين من البلدان المجاورة للمغرب بما في ذلك الجزائر، و‌تونس.

## نظام الدرجات
يتراوحُ نظام الدرجات المغربي ما بين 0 (أدنى معدل) إلى 20 (أقصى معدل) ونادرًا ما يحصلُ طالب مغربيّ على هذا المعدل كونه يتطلّب الحصول على 20 في جميعِ المواد المُختبرِ فيها. يُعتبر معدل 16 فما فوق معدلًا ممتازًا، بينما يُعتبر معدل 12 معدلًا لا بأس به ويكفي كما ذُكر سالفًا في الولوج لبعض المدارس والجامعات العليا.
يُعتبر معدل 11 من 20 معدلًا مقبولًا بينما يُعتبر معدل 15 من 20 فما فوق معدلًا جيدًا. تعتمدُ المدارس والجامعات المغربيّة على المعدل 10 في تحديدِ النجاح من الرسوب؛ حيثُ يرسبُ كل طالبٍ يحصلُ على معدل 10 من 20 فما تحت بينما ينجحُ كل طالبٍ يحصلُ نفس المعدل فما فوق.
| الدرجة    | التقييم    | المُقابِل (في الولايات المتحدة) |
| --------- | ---------- | ----------------------------- |
| + 15      | حسن جدًا    | A +                           |
| 13 - 14.9 | جيّد        | A                             |
| 12 - 12.9 | حسن/مُستحسَن | B +                           |
| 11 - 11.9 | لا بأس به  | B                             |
| 10 - 10.9 | مقبول      | C                             |
| 0.0 - 9.9 | ضعيف       | *                             |

يتمُّ في العديد من الأنظمة الأكاديمية تقسيمُ المقياس الكامل للدرجات ليس فقط بين نجاح/رسوب بل إلى عدّة تصنيفات حسب الدرجة المُحصّل عليها. يُعتبر المغرب أحد الدول العاملة بهذا النظام (كما يظهرُ في الجدول)، وهو نفس النظام المعمول به تقريبًا في الكثير من الدول الأوروبيّة بما في ذلك المملكة المتحدة، فرنسا، ألمانيا، وإسبانيا.
هناك نوعٌ من الصعوبة عند محاولة معادلة المعدل المغربي مع معدل دولة أوروبيّة مثلًا، فدرجةُ مقبول في المغرب تختلفُ بعض الاختلاف عن نفسِ الدرجة في المملكة المتحدة وبالتالي لا يُمكن معادلة النتيجتين اعتمادًا على التقييم لا غير. ما يهمُّ في المملكة المتحدة هو ما إذا كانت الدرجة المُحصّل عليها هي الدرجة الأولى حسب التقييم أم لا ولا يهمُّ ما إذا كانت 71 أو 72، بينما الأمر مختلفٌ في المغرب حيثُ لا يُعطى للتقييم [مقبول/حسن-مستحسن/جيد/جيد جدًا] أولويّة كبرى بل الأولويّة ترجعُ دائمًا للمعدل الرقمي [10/12/14/16] وهكذا. الحال يختلفُ في النظام الأكاديمي للولايات المتحدة والذي يقومُ على ثلاث درجات [A/B/C] بينما لا يُعطى للمعدل ككل أهمية كُبرى مقارنةً بالتقييم.
كانت هناك محاولات عديدة لوضعِ صيغةٍ رياضيةٍ تُمكّن وبشكل مباشر من معادلة الدرجات الوطنية في المغرب بنظيرتها الأجنبية، ومع ذلك لم تعكس هذه الصيغة (أو الصيغ) بشكل موثوق وعادل المعدلات، بل العكس من ذلك أدت هذه الصيغ الرياضية في بعض الأحيان إلى نتائج كارثيّة:
- حقّق طالبٌ ألماني في فرنسا معدل 15 وهي درجة جيدة جدًا في النظام الأكاديمي الفرنسي، لكنها أصبحت 2.5 في النظام الأكاديمي الألماني حينما حُوّلت عبر صيغة رياضية وهي درجة متوسطة إلى حدٍ ما
- حقّق طالبٌ بريطاني معدل 27 من 30 في إيطاليا وهو معدل جيدٌ في النظام الأكاديمي الإيطالي، لكنّه يُصبح معدلًا جيدًا جدًا إذا ما حُوّل عبر صيغة رياضية إلى 90 من 100 حسب النظام الأكاديمي المعمول به في المملكة المتحدة.

بالعودة إلى النظام الأكاديمي في المغرب، فمن المعروف أنّ درجة النجاح على 10 من 20 ومن المعروفِ أيضًا أن معدل 12 هو معدلٌ لا بأس به في الثانويات العامّة والإعداديات لكنّه يُصبح معدلًا جيّدًا في الجامعات وفي الأقسامِ التحضيرية مثلًا. في بعضِ الأحيان يُخفّض معدل النجاح من 10/20 إلى 08/20 حسب المؤسّسة التعليمية وحسب الاختبار المُجتَاز.